# Упленген
Упленген (нім. Uplengen) — сільська громада в Німеччині, розташована в землі Нижня Саксонія. Входить до складу району Лер.
Площа — 149 км2. Населення становить 11 931 ос. (станом на 31 грудня 2021).